# 興村教會
台灣基督長老教會興村教會位於嘉義市東區，是台灣基督長老教會嘉義中會東區所轄的教會之一，曾為中會事務所所在地。母會為西門教會，以中會傳道部之名義開拓，並由西門教會會友籌劃設立；本會位處嘉義市東南側興村地區，鄰近中埔和睦重劃區，為嘉義市唯一有以教會名稱命名的公車站之教會，該站位即位於教會正門口。

## 歷史
- 1978年，嘉義中會預計於嘉義市八掌溪南岸興村地區開拓教會，由西門教會長老負責策劃，時為佈道所[3]。
- 1980年，教會購地並遷至軍輝路現址。
- 1982年，本會升格為中會支會。
- 1985年，本會升格為堂會。
- 1992年，今日之禮拜堂獻堂。
- 1996年，牧師王貞乃派駐布吉納法索宣教。
- 2019年，原任中會幹事的黃世偉牧師就任本會駐堂牧師。
- 2022年4月18日，嘉義市公車忠孝新民幹線（紅線）興村教會站啟用，為嘉義市境內第一座且唯一一座以教會命名的車站，也是軍輝路上唯一的公車站，往忠孝北街、民雄方向站位設於嘉義縣中埔鄉境內。

## 歷任牧者
| 任別   | 姓名   | 上任日期  | 離任日期 | 備註                             |
| ------ | ------ | --------- | -------- | -------------------------------- |
| 傳道師 | 馬玉麗 | 1979年4月 |          | 本會創立後第一位派駐於本會傳道者 |
| 牧師   | 張顯爵 |           |          | 首任牧師                         |
| 第六任 | 黃世偉 |           | 現任     | 現任牧師，曾任嘉義中會議長       |

## 關係機構
- 嘉義市東區興仁社區發展協會[5][6][7]

## 交通
嘉義市公車
| 路線         | 業者     | 行先                                         | 停靠站   |
| ------------ | -------- | -------------------------------------------- | -------- |
| 忠孝新民幹線 | 國光客運 | 忠孝新民幹線(紅線) （忠孝北街—勞工育樂中心） | 興村教會 |

## 周邊
- 7-ELEVEn軍輝門市
- 八掌溪
- 八掌溪親水公園
- 經濟部水利署第五河川局

## 外部連結
1. ↑  .   [2021-09-17]. （原始内容存档于2019-03-06）.
2. ↑  .   [2021-09-17]. （原始内容存档于2021-09-17）.
3. ↑  王成勉. . 臺灣: 嘉義市政府. 2002-11 （中文（臺灣））. |journal=被忽略 (帮助)
4. ↑  陳逸凡. . 臺灣: 台灣教會公報社. 2019年7月31日 （中文（臺灣））. |journal=被忽略 (帮助)
5. ↑  .   [2021-09-17]. （原始内容存档于2021-09-17）.
6. ↑  .   [2021-09-17]. （原始内容存档于2021-09-17）.
7. ↑  .   [2021-09-17]. （原始内容存档于2021-09-17）.